# Nicotiana
Nicotiana este un gen de plante din familia Solanaceae, ordinul Solanales.

## Caractere morfologice
- Tulpina

- Frunza

- Florile

- Semințele

## Specii
Cuprinde circa  65  specii.